# Alfréd Radok
Alfréd Radok (Koloděje nad Lužnicí, Bohemia, 17 de diciembre de 1914 – Viena, 22 de abril de 1976) fue un director de cine checo.

## Biografía
Fue alumno de Emil František Burian. Aunque era judío por parte de su padre, cuando los nazis ocuparon Bohemia se quedó en el país por petición de Burian, y cuando este fue deportado en 1941 malvivió en pequeñas ocupaciones por todo el país.
Trabajó como director de escena en el Teatro Nacional de Praga de 1948 a 1949, y de nuevo de 1966 a 1968. El Golpe de Praga de 1948 le relegó de su trabajo  y le impulsó a hacer giros por provincias con la compañía ambulante Vesnické divadlo. A pesar de estar mal considerado por las autoridades, en 1956 fue uno de los encargados de preparar el pabellón checoslovaco para la Exposición Universal de 1958, junto con su hermano Emil Radok, Miloš Forman y el escenógrafo Josef Svoboda. Juntos crearon la Lanterna magika, un edificio donde se juntaban actores en vivo con proyecciones de formas irregulares, tan complejo que había de ser gestionado para un ordenador (enorme). Probablemente es la primera vez que se utiliza la informática en el teatro, desde el principio como uno de los elementos decisivos. El éxito obtenido le permitió trabajar en el Tylovo divadlo, donde representó obras de autores occidentales como Romain Rolland y John Osborne y dirigió algunas películas.
Después de la invasión soviética de Checoslovaquia que acabó con la Primavera de Praga (agosto de 1968) emigró a Suecia. A pesar de que no fue recibido, no llegó a acuerdos para trabajar en el país. Realizó algunos trabajos en Alemania y en Austria hasta su muerte en 1976. Considerado uno de los más grandes directores de teatro checo, se constituyó en su honor el Premio Alfréd Radok.
Casado con Marie Radoková (1922-2003), tuvo un hijo, David, también director, y una hija, Barbara.

## Filmografía
- 1947 Parohy
- 1948 Daleká cesta
- 1948 Divotvorný klobouk )
- 1956 V pasti
- 1956 Dědeček automobil
- 1960 Laterna magika II.
- 1964 Parohy
- 1964 Šach mat
- 1964 Podivné příběhy pana Pimpipána